# Euselasia venezolana
Espèce
Euselasia venezolana est une espèce de papillons de la famille des Riodinidae et du genre Euselasia.

## Systématique
Euselasia venezolana a été décrit par Seitz en 1913

## Liste des sous-espèces
- Euselasia venezolana venezolana - Venezuela
- Euselasia venezolana hypocala Le Cerf, 1958 - Colombie
- Euselasia venezolana psammathe Seitz, 1916 - Guyane[1], peut-être espèce distincte

## Description
Euselasia venezolana est un petit papillon (envergure entre 20 et 30 mm) de couleur noire suffusé de cuivré avec des ailes antérieures rouge cuivré largement bordées de noir. L'autre face ont une partie basale de couleur blanc crème séparée par une fine ligne médiane brun-rouge  et d'une ligne submarginale de petits ocelles noirs cernés de blanc.

## Écologie et distribution
Euselasia venezolana est présent en Guyane, Colombie, au Brésil  et au Venezuela.
Euselasia  venezolana psammathe est endémique de la Guyane.

### Biotope
Il réside dans la forêt tropicale.